# Allan Davis
Allan Davis (ur. 27 lipca 1980 w Ipswich) – australijski kolarz szosowy profesjonalnej grupy GreenEDGE Cycling.

## Najważniejsze zwycięstwa i sukcesy
- 2004
  - 1. miejsce na 5. etapie Deutschland Tour
  - 1. miejsce na 3. etapie Tour de Pologne
  - 1. miejsce w Giro del Piemonte
- 2005
  - 1. miejsce na 3. etapie Eneco Tour
  - 1. miejsce na 5. etapie Vuelta a Aragón
  - 1. miejsce na 1., 3. i 5. etapie Vuelta a Murcia
  - 2. miejsce w Tour Down Under
  - 3. miejsce w Paryż-Tours
  - 3. miejsce w Vattenfall Cyclassics
- 2006
  - 3. miejsce w Igrzyskach Wspólnoty Brytyjskiej (wyścig ze startu wspólnego)
  - 1. miejsce na 2. i 5. etapie Tour Down Under
- 2007
  - 1. miejsce na 3. etapie Dookoła Katalonii
  - 1. miejsce na 1., 3., 5., 6. i 9. etapie Tour of Qinghai Lake
  - 2. miejsce w Mediolan-San Remo
- 2008
  - 4. miejsce w Tour de Pologne
    - 1. miejsce na 2. etapie
    -  1. miejsce w klasyfikacji punktowej

  - 2. miejsce w Tour Down Under
    - 1. miejsce na 3. etapie

  - 3. miejsce w Vattenfall Cyclassics
- 2009
  - 1. miejsce w Tour Down Under
    - 1. miejsce na 2., 4. i 5. etapie
    -  1. miejsce w klasyfikacji punktowej

  - 2. miejsce w Paryż-Bruksela
  - 2. miejsce w GP de Wallonie
- 2010
  - 1. miejsce w Igrzyskach Wspólnoty Brytyjskiej (wyścig ze startu wspólnego)
  -  3. miejsce w mistrzostwach świata (wyścig ze startu wspólnego)
- 2012
  - 1. miejsce w Bay Classic Series